# Rapte d'Hèlena
El rapte d’Hèlena (en grec antic Ἐλένης ἁρπαγή) narra el fet mitològic del rapte d'Hèlena de Troia dut a terme per Paris, príncep d'Ílion, acte que desencadenarà el conflicte de la Guerra de Troia. Hi ha diverses versions sobre la manera en què es produí aquest rapte.

Francesco Primaticcio: El rapte d’Hèlena (Il rapimento di Elena). 1530 - 1539.

## Antecedents
Hèlena, filla de Zeus i Leda (o Nèmesis) era una noia famosa per la seva bellesa. Quan era petita, ja havia patit un rapte de mans de Teseu amb l’ajut de Pirítous. Finalment, la nena fou rescatada pels Dioscurs: Càstor i Pòl·lux.

## Versions
Gòrgias de Leontins sostenia que Hèlena havia estat segrestada a la força per Paris. No obstant això, no tanca la porta a la possibilitat de la seducció per intercessió d’alguna deïtat, com ara Afrodita o Eros. Lantanci Plàcid segueix aquesta hipòtesi, la qual justificaria que després Menelau acceptés de nou Hèlena. Segons Quint Esmirneu, així que Troia caigué, Hèlena va excusar-se dient que fou raptada a la força. La intervenció divina en el procés de seducció d’Hèlena per part de Paris connecta amb els mites en què Afrodita va prometre a Paris l’amor de la dona més bella, car aquell havia jutjat que Afrodita era la deessa més bella per damunt d'Hera i Atena, i la mereixedora de la Poma de la Discòrdia.

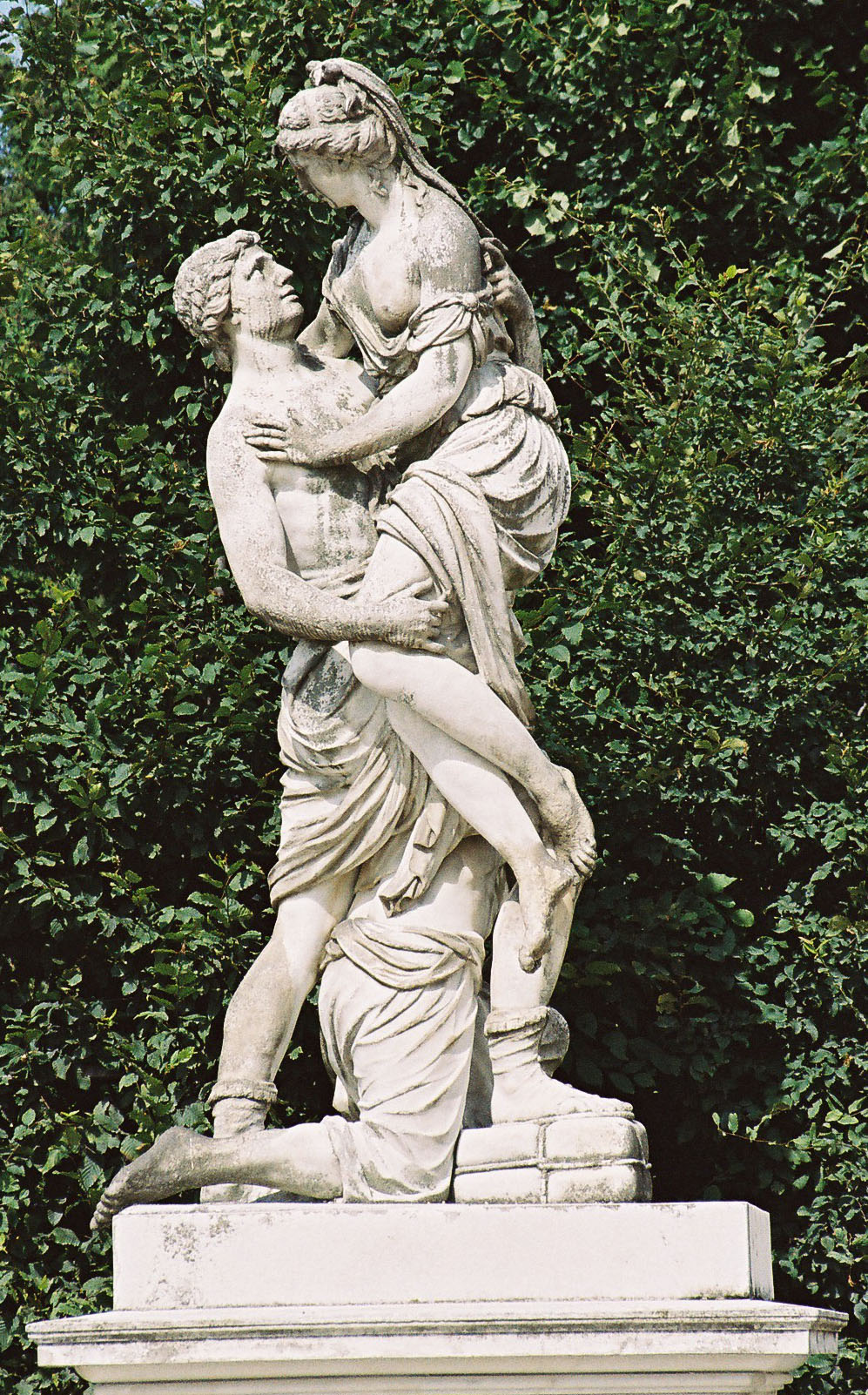
Taller de Johann Wilhelm Beyer (1725 - 1796): Rapte d’Hèlena (Raub der Helena) o Fugida de Paris i Hèlena (Flucht von Paris und Helena). 1773 – 1780. Jardins del Palau de Schönbrunn (Viena).

Per contra, autors com ara Col·lut o Eurípides pensen que Hèlena s'uní lliurement a Paris i que se n’anà amb ell cap a Ílion per voluntat pròpia. Així ho veiem a Les troianes i Ifigenia a Àulida d’Eurípides; o al poema El rapte d’Hèlena, poema que consta de 392 hexàmetres l’estil del qual imita galdosament el d'Homer. També Homer, a la Ilíada, ens diu que Hèlena fou seduïda per Paris i que tots dos s'escaparen.

## Traducció
En català, hi ha la traducció del poema de Col·lut de Francesc J. Cuartero per a la Fundació Bernat Metge, el qual narra l’esdeveniment.